# Mzdówko
Mzdówko est une localité polonaise de la gmina mixte de Kępice située dans le powiat de Słupsk en voïvodie de Poméranie. Elle se trouve à environ 27 kilomètres au sud de Słupsk et 115 km à l'ouest de la capitale régionale Gdańsk.

## Géographie

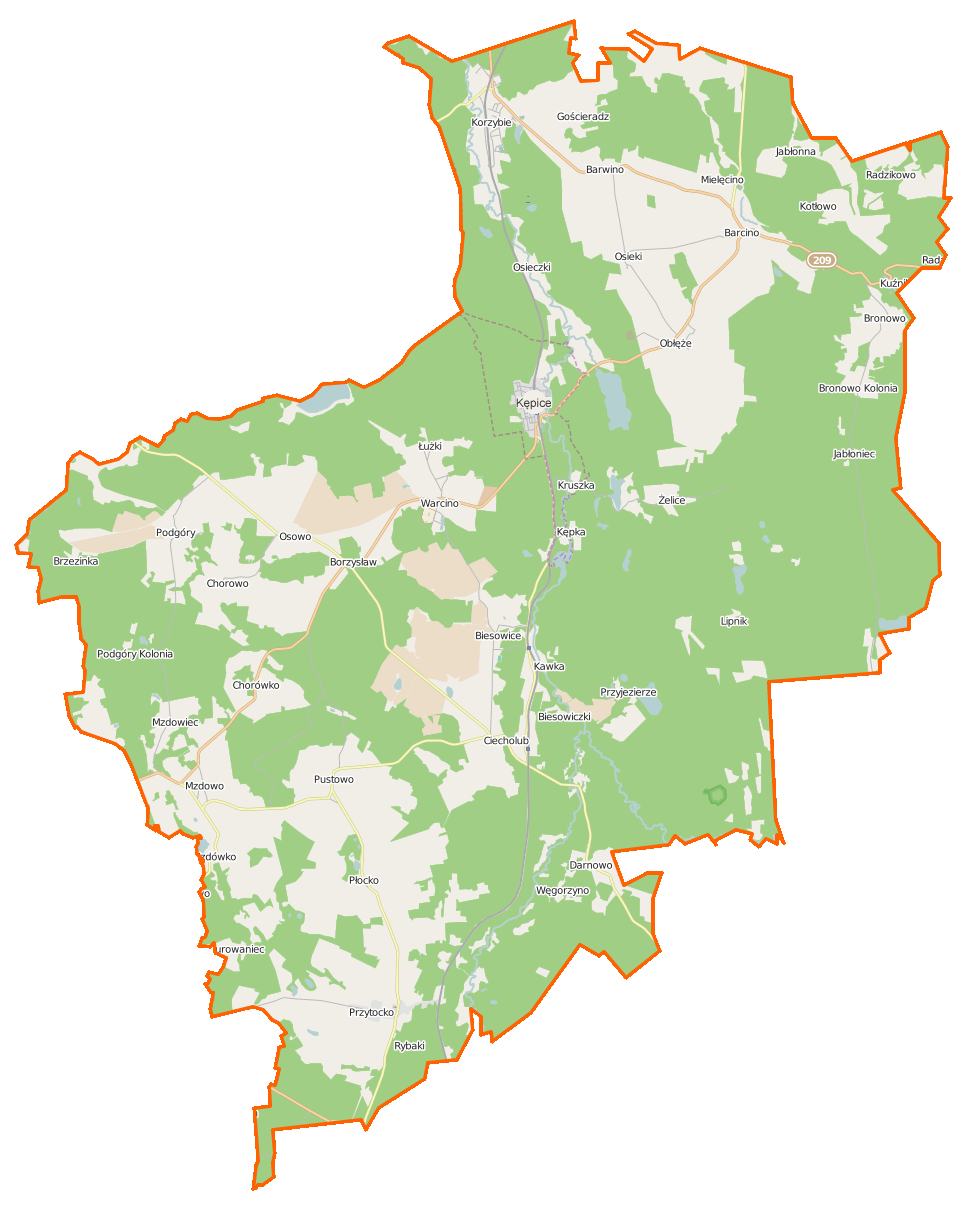
Carte de la gmina de Kępice.